# 안드레스 히메노
안드레스 히메노 톨라구에라(Andrés Gimeno Tolaguera, 1937년 8월 3일 ~ 2019년 10월 9일)은 스페인의 은퇴한 전 프로 테니스 선수이다. 주요 성적은 1972년 프랑스 오픈 우승이다.
히메노는 1960년 프로로 데뷔하여 이 해 토르네오 고도 대회에서 우승한 최초의 스페인 선수가 되었다. 이 대회에서 그는 복식 결승에도 진출하였으나 오스트레일리아 출신 팀에게 패하였다.
그는 1972년 프랑스 오픈에서 우승했으며, 이로써 프랑스 오픈 최고령 우승자 기록(35세) 기록을 갖게 되었다. 1969년에는 호주 오픈 결승에도 진출하였으나, 로드 레이버에게 3세트 만에 패하였다.
그는 2009년 국제 테니스 명예의 전당에 헌액되었다.

## 그랜드 슬램 단식 결승 성적

### 우승 (1)
| 연도 | 대회명      | 결승 상대         | 스코어             |
| 1972 | 프랑스 오픈 | 파트리크 프르와시 | 4–6, 6–3, 6–1, 6–1 |